# Saxònia
|  | Per a altres significats, vegeu «Saxònia (desambiguació)». |

Saxònia (en alemany Sachsen), oficialment Estat Lliure de Saxònia (en alemany Freistaat Sachsen [ˈzaksn̩], alt sòrab Swobodny stat Sakska), és un dels 16 estats d'Alemanya. Està situat al centre-est d'Alemanya i limita al nord amb Brandenburg, al nord-oest amb Saxònia-Anhalt, a l'oest amb Turíngia i al sud amb Baviera; a més, té una frontera, també al sud, amb la República Txeca i a l'est amb Polònia. La capital és Dresden i la ciutat més populosa, Leipzig. Amb una àrea de 18.413 quilòmetres quadrats, és el desé estat alemany més gran. Segons el cens de 2022 tenia una població de 4.038.131 habitants, sent el sisé estat més populós d'Alemanya.
Al començament del segle xix i a conseqüència de les guerres Napoleòniques, el territori que comprèn aquest estat va passar a formar part de la Confederació del Rin. El primer Freistaat Sachsen es va formar el 1918 després de l'abdicació del rei i la dissolució del Regne de Saxònia. El 1952 es va dissoldre el Land Sachsen i es va dividir en tres districtes de la República Democràtica Alemanya: Leipzig, Dresden i Chemnitz, després reanomenat Karl-Marx-Stadt. El Land Sachsen va ser novament creat després de la reunificació alemanya per llei el 22 de juliol de 1990.
A més dels alemanys saxons, Saxònia és la llar del sòrabs, un grup ètnic nadiu d'eslaus occidentals de vora 80.000 persones.

## Geografia

### Física
L'Estat Lliure de Saxònia és el Land més oriental del país. Topogràficament l'Estat pot ser dividit en plana, sistema muntanyenc de mitjana altura i paisatges amb turons. La vall de Leipzig (Leipziger Tieflandsbucht) al sud de la ciutat i Oberlausitz conformen les planes. Els dos paisatges es caracteritzen pels dipòsits del Paleocè i del període glacial. A més, les valls fluvials i els jaciments de lignit marquen aquestes planes. Els paisatges amb pujols (Mittelsächsisches Hügelland) més al sud té grans jaciments de loess i l'alta qualitat del sòl a la regió es deu a la morrena. El sistema muntanyenc d'altura mitjana (sächsischen Mittelgebirge), el qual va de l'oest a l'est, té límits molt imprecisos. En el sud-oest arriba al Vogtland bavarès.
La frontera nord arriba fins a les muntanyes Metal·líferes (Erzgebirge en alemany, Krušné hory en txec). L'altura va disminuint de l'oest a l'est a poc a poc, per la qual cosa l'elevació més alta de Saxònia, el Fichtelberg (1.215m), pertany a les muntanyes Metal·líferes. Al sud de les fronteres de l'Estat les forests perden altitud i acaben a la vall d'Egertalgraben. Al nord de les forests hi ha la Reserva Natural Erzgebirge/Vogtland. A l'oest, l'Elba travessa la serralada i forma l'Elbsandsteingebirge. El límit nord de la vall de l'Elba forma la fractura de Lusàcia Lausitzer Verwerfung, frontera de la serralada de Lusàcia Lausitzer Gebirge que va fins a la República Txeca.

### Política
Saxònia es divideix en 10 districtes rurals (Landkreise) i tres districtes urbans (Kreisfreie Städte). Des de 1990 i fins 2008 Saxònia es dividia en tres regions administratives (regierungsbezirk): Regió de Chemnitz, Regió de Dresden i Regió de Leipzig.
| #   | Ciutats i districtes             | Ciutats i districtes |  |
| #   | Districte                        | Capital              |  |
| BZ  | Bautzen                          | Bautzen              |  |
| C   | Chemnitz                         | Districte urbà       |  |
| DD  | Dresden                          | Districte urbà       |  |
| ERZ | Erzgebirge                       | Annaberg-Buchholz    |  |
| GR  | Görlitz                          | Görlitz              |  |
| L   | Leipzig                          | Borna                |  |
| L   | Leipzig                          | Districte urbà       |  |
| MEI | Meißen                           | Meißen               |  |
| FG  | Mittelsachsen                    | Freiberg             |  |
| TDO | Nordsachsen                      | Torgau               |  |
| PIR | Sächsische Schweiz-Osterzgebirge | Pirna                |  |
| V   | Vogtland                         | Plauen               |  |
| Z   | Zwickau                          | Zwickau              |  |

## Història
En temps prehistòrics, el territori de l'actual Saxònia era lloc d'algunes de les fosses circulars més grans d'Europa central, datant del segle Vé abans de Crist. S'han descobert importants jaciments arqueològics en Dresden i als pobles d'Eythra i Zwenkau, prop de Leipzig. La presència del poble germànic al territori de l'actual Saxònia es creu que començà al segle Ir abans de Crist. També es creu que algunes parts de l'actual Saxònia estaven sota el control del rei germànic Marobod durant l'època romana. Per a les darreries del període romà, diverses tribus conegudes com a saxons aparegueren, donant el seu nom a diversos estats.
Des de finals del segle VIé, el territori de l'actual Saxònia i parts de Turíngia estigué poblat per eslaus polabis, principalment sòrabs. El país fou conquerit pel regne dels Francs i fou organitzat com la Marca Soraba. Un llegat d'aquest període és l'actual presència a Saxònia dels sòrabs. Parts orientals i occidentals de Saxònia estigueren sota el control de Bohèmia, amb algunes interrupcions, entre els anys 1075 i 1635 i, fins 1809, el poble de Schirgiswalde romangué com a exclau bohemi. Altres parts de l'est també foren controlades per Polònia entre 1002 i 1032; pel Ducat de Jawor, el ducat més sud-occidental de la Polònia de la dinastia Piast, entre 1319 i 1346; per Hongria entre 1469 i 1490; a més, el poble de Pechern formà part del Ducat de Żagań, un dels ducats de la Baixa Silèsia originats per la fragmentació medieval polaca, fins al 1472.
El primer Ducat de Saxònia medieval fou un dels "ducat arrel" carolingi de l'alta edat mitjana originat als començaments del segle VIIIé i que cresqué cap al nord d'Alemanya, incloent-hi els actuals estats federals de Bremen, Hamburg, Baixa Saxònia, Rin del Nord-Westfàlia, Slesvig-Holstein i Saxònia-Anhalt.

## Demografia
El desenvolupament demogràfic a Saxònia des de 1905: 
| Gràfica d'evolució de Saxònia entre 1880 i 2022 |
|                                                 |

El terme mitjà de fills per dona en Saxònia va ser d'1,342 el 2006, per sobre la mitjana alemanya d'1,333. Així, Saxònia és l'únic Estat de l'antiga RDA amb un terme mitjà més alt del d'Alemanya. Des de la reunificació el 1990, la població ha disminuït més de 60.000 habitants, a causa de la migració interna i dels pocs naixements.

## Administració i política

### Govern

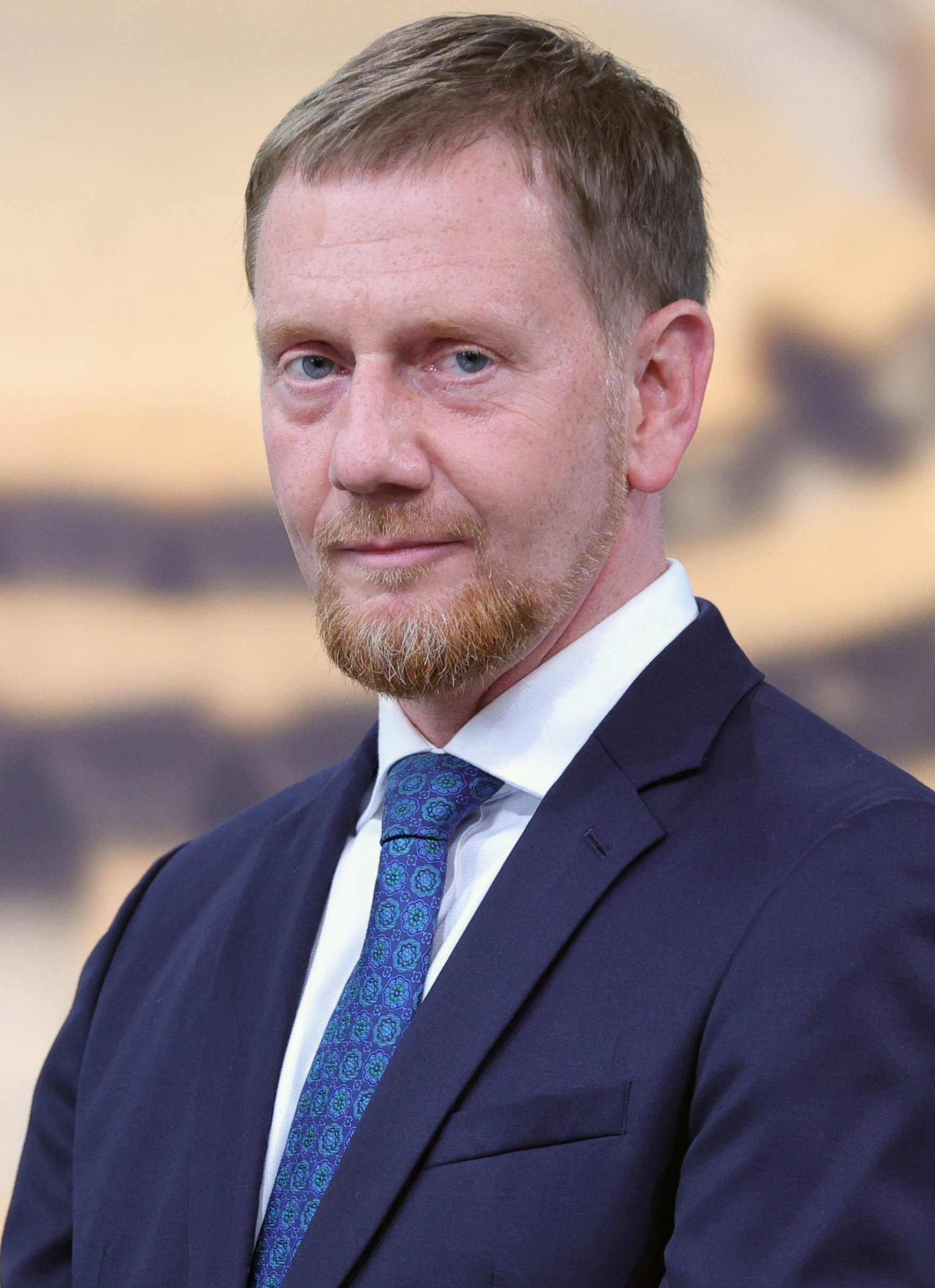
L'actual Ministre-President, Michael Kretschmer (2024)

| Ministres-Presidents de Saxònia                         | Ministres-Presidents de Saxònia | Ministres-Presidents de Saxònia | Ministres-Presidents de Saxònia | Ministres-Presidents de Saxònia | Ministres-Presidents de Saxònia |
| #                                                       | Nom                             | Partit                          | Inici de mandat                 | Fi de mandat                    |                                 |
| ------------------------------------------------------- | ------------------------------- | ------------------------------- | ------------------------------- | ------------------------------- | ------------------------------- |
| 1                                                       | Georg Gradnauer                 | SPD                             | 14 de març de 1919              | 4 de maig de 1920               |                                 |
| 2                                                       | Wilhelm Buck                    | SPD                             | 4 de maig de 1920               | 21 de març de 1923              |                                 |
| 3                                                       | Erich Zeigner                   | SPD                             | 21 de març de 1923              | 29 d'octubre de 1923            |                                 |
| 4                                                       | Rudolf Heinze                   | DVP                             | 29 d'octubre de 1923            | 31 d'octubre de 1923            |                                 |
| 5                                                       | Alfred Fellisch                 | SPD                             | 31 d'octubre de 1923            | 4 de gener de 1924              |                                 |
| 6                                                       | Max Heldt                       | SPD                             | 4 de gener de 1924              | 26 de juny de 1929              |                                 |
| 7                                                       | Wilhelm Bünger                  | DVP                             | 26 de juny de 1929              | 6 de maig de 1930               |                                 |
| 8                                                       | Walther Schieck                 | DVP                             | 6 de maig de 1930               | 10 de març de 1933              |                                 |
| 9                                                       | Manfred von Killinger           | NSDAP                           | 10 de març de 1933              | 28 de febrer de 1935            |                                 |
| 10                                                      | Martin Mutschmann               | NSDAP                           | 28 de febrer de 1935            | 7 de maig de 1945               |                                 |
| 11                                                      | Rudolf Friedrichs               | SPD/SED                         | 4 de juliol de 1945             | 13 de juny de 1947              |                                 |
| 12                                                      | Max Seydewitz                   | SED                             | 31 de juliol de 1947            | 23 de juliol de 1952            |                                 |
| Entre 1952 i 1990, l'estat de Saxònia va restar abolit. |                                 |                                 |                                 |                                 |                                 |
| 13                                                      | Kurt Biedenkopf                 | CDU                             | 8 de novembre de 1990           | 18 d'abril de 2002              |                                 |
| 14                                                      | Georg Milbradt                  | CDU                             | 18 d'abril de 2002              | 28 de maig de 2008              |                                 |
| 15                                                      | Stanislaw Tillich               | CDU                             | 28 de maig de 2008              | 13 de desembre de 2017          |                                 |
| 16                                                      | Michael Kretschmer              | CDU                             | 13 de desembre de 2017          | actualitat                      |                                 |

### Dieta de Saxònia

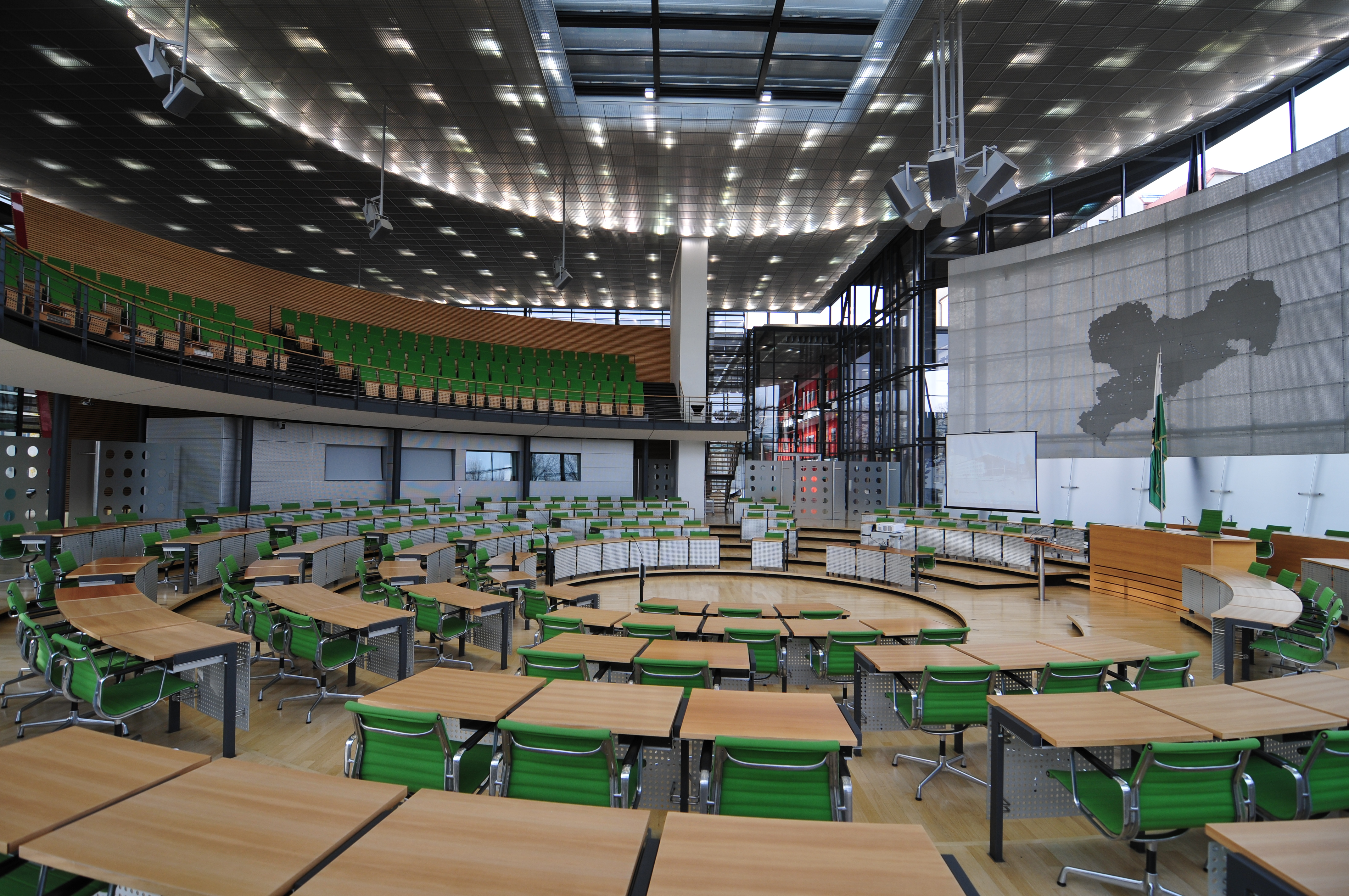
Saló plenari de la dieta saxona

Diagrama legislatura 2024-2029

| Candidatura | Candidatura   | 1990 | 1994 | 1999 | 2004 | 2009 | 2014 | 2019 | 2024 |
|             | CDU           | 92   | 77   | 76   | 55   | 58   | 59   | 45   | 41   |
|             | SPD           | 32   | 22   | 14   | 13   | 14   | 18   | 10   | 10   |
|             | SED/PDS/Linke | 17   | 21   | 30   | 31   | 29   | 27   | 14   | 6    |
|             | LDPD/FDP      | 9    | 0    | 0    | 7    | 14   | 0    | 0    | 0    |
|             | Grüne         | 10   | 0    | 0    | 6    | 9    | 8    | 12   | 7    |
|             | NPD           |      |      | 0    | 12   | 8    | 0    | 0    |      |
|             | AfD           |      |      |      |      |      | 14   | 38   | 40   |
|             | BSW           |      |      |      |      |      |      |      | 15   |
|             | FW            |      |      |      |      | 0    | 0    | 0    | 1    |
| Total       | Total         | 160  | 120  | 120  | 120  | 132  | 126  | 119  | 120  |
| Fonts:      |               |      |      |      |      |      |      |      |      |

## Personatges il·lustres
- Robert Schumann
- Oskar Schlömilch
- Gotthold Ephraim Lessing
- Richard Wagner
- Johann Sebastian Bach
- Till Lindemann
- Erich Kästner
- Gottfried Leibniz
- Friedrich Nietzsche
- Felix Mendelssohn Bartholdy
- Karl Liebknecht
- Jakob Böhme
- Michael Ballack
- Diane Kruger
- Hermann Dostal compositor i crític musical